# Waycross, Georgia
Waycross är en stad (city) i Pierce County, och  Ware County, i delstaten Georgia, USA. Enligt United States Census Bureau har staden en folkmängd på 14 718 invånare (2011) och en landarea på 30,3 km². Waycross är huvudort i Ware County.